# Bulbophyllum longibracteatum
Bulbophyllum longibracteatum là một loài phong lan thuộc chi Bulbophyllum.